# Григорій (Комар)
Єпископ Григо́рій Кома́р (нар. 19 червня 1976, с. Летня) — єпископ Української греко-католицької церкви; у 2014—2025 роках — єпископ-помічник Самбірсько-Дрогобицької єпархії; з 7 березня 2025 року — апостольський адміністратор sede vacante et ad nutum Sanctae Sedis апостольського екзархату для українців католиків візантійського обряду в Італії.

## Життєпис

### Юнацькі роки та навчання
Григорій (Комар) народився 19 червня 1976 року в селі Летня Дрогобицького району, Львівської області, нині Україна.
Неповну середню освіту здобув у Броницькій загальноосвітній школі, повну середню — в Лішнянській загальноосвітній школі. У 1994 році поступив до Львівської духовної семінарії, яку закінчив у грудні 2000 року.
З благословення владики Юліана (Вороновського), Єпископа Самбірсько-Дрогобицького, з жовтня 2001 року розпочав спеціалізовані студії в Папському східному інституті в Римі (Італія). У червні 2003 отримав диплом ліценціата східного богослов'я.

### Священиче служіння
Після закінчення навчання у Львівській духовній семінарії 22 квітня 2001 року отримав пресвітерське рукоположення з рук владики Юліана (Вороновського).
В липні 2003 року призначений проректором та економом Дрогобицької духовної семінарії. Упродовж 2004—2006 рр. виконував душпастирське служіння при парафії Христа-Чоловіколюбця у м. Стебнику на Дрогобиччині, а з грудня 2006 року — сотрудник парохії Успення Пресвятої Богородиці міста Дрогобича.
В 2010 році іменований цензором Самбірсько-Дрогобицької єпархії. Декретом Блаженнішого Любомира в 2010 році призначений радником Богословського відділу Патріаршої курії УГКЦ. 5 березня 2012 році владика Ярослав (Приріз), єпископ Самбірсько-Дрогобицький, іменував о. Григорія Комара протосинкелом Самбірсько-Дрогобицької єпархії.

### Єпископ
25 червня 2014 року, у Ватикані повідомлено про те, що Святіший Отець Франциск дав свою згоду на канонічне обрання Синодом Єпископів УГКЦ о. Григорія Комара єпископом-помічником Самбірсько-Дрогобицької єпархії УГКЦ, надавши йому титулярний осідок Акці.
22 серпня, у день пам'яті св. апостола Матія, у катедральному соборі в Дрогобичі відбулась хіротонія єпископа-помічника Самбірсько-Дрогобицької єпархії владики Григорія (Комара). Єпископську хіротонію здійснив Блаженніший Святослав, Глава і Отець УГКЦ. Співсвятителями були: владика Ігор (Возьняк), Митрополит Львівський, та владика Ярослав (Приріз), єпископ Самбірсько-Дрогобицький.
7 березня 2025 року у Ватикані повідомлено про те, що папа Франциск Папа прийняв зречення дотеперішнього апостольського екзарха для українців в Італії владики Діонізія Ляховича і апостольським адміністратором екзархату до відкликання Апостольською Столицею Папа призначив владику Григорія Комара.